# John Stuart
John Stuart, 3e graaf van Bute (Edinburgh, 25 mei 1713 - Londen, 10 maart 1792) was een Schots edelman die onder koning George III diende als eerste minister van Groot-Brittannië.

## Levensloop
Butes grootvader zetelde voor Buteshire in het Parlement van Schotland en werd in april 1703 benoemd tot graaf van Bute. Zijn vader stierf in 1723, waarna de familiebezittingen onder het voogdijschap van Butes ooms, de hertog van Argyll en de graaf van Ilay, kwamen. Deze twee heren waren in die tijd de belangrijkste machthebbers van Schotland.
Bute studeerde aan het Eton College en daarna Burgerlijk Recht in Groningen en Leiden, waar hij in 1732 afstudeerde. In 1736 huwde hij met Mary Wortley Montagu, enige dochter en erfgename van Edward en Lady Mary Wortley Montagu. Ze kregen in totaal elf kinderen en hij erfde ook heel wat bezittingen van zijn schoonfamilie.
In 1737 begon hij aan zijn politieke loopbaan toen hij als een van de zestien Schotse edellieden in het House of Lords terechtkwam. Omdat hij echter niet vaak aanwezig was in het parlement, raakte hij in 1741 niet herkozen.
Na enkele jaren doorgebracht te hebben op zijn Schotse landgoederen, verhuisde Bute in 1745 naar Londen na het begin van de Jakobitische opstand van 1745, die het Huis Stuart terug op de Britse troon wou. In Londen kwam hij in aanraking met kroonprins Frederik en won het vertrouwen van hem en zijn vrouw Augusta van Saksen-Gotha. Nadat de dood van kroonprins Frederik in 1751 zorgde hij mee voor de opleiding van diens oudste zoon, de latere koning George III. De relatie van Bute en prins George was tamelijk hecht en Bute was een soort van vaderfiguur voor hem.
Na de dood van koning George II in oktober 1760 en de troonsbestijging van George III werd Bute algauw gepromoveerd. In 1761 werd hij benoemd tot minister van het Noordelijke Departement en werd verheven in de Britse adel. De collega's van Bute, de Whigs William Pitt de Oudere en Thomas Pelham-Holles, de hertog van Newcastle, vonden de snelle opgang van Bute nogal verdacht. In de periode waarin Groot-Brittannië betrokken was bij de Zevenjarige Oorlog, vreesden zij namelijk dat Bute de koning ervan zou overtuigen om de oorlog snel te beëindigen, hoewel Groot-Brittannië al heel wat overwinningen had geboekt over de hele wereld, zoals de verovering van Canada dat daarvoor in handen van Frankrijk was. Nadat Pitt de Oudere en Bute hierover conflicten kregen, nam Pitt in oktober 1761 ontslag. Bute was ook een veel grotere voorstander van de alliantie met Pruisen dan Pitt of Newcastle. Nadat Newcastle de alliantie met Pruisen in 1762 wou opblazen, moest die in mei 1762 aftreden.
Vervolgens werd Bute premier van Groot-Brittannië en tegelijkertijd minister van Financiën. Hij was bevoegd voor de onderhandelingen met Frankrijk na het einde van de Zevenjarige Oorlog en kon een vredesakkoord aan het parlement voorleggen. Pitt de Oudere was echter niet tevreden met het vredesakkoord en voerde hevige oppositie tegen Bute. Ook werd Bute het slachtoffer van persoonlijke aanvallen in de pers en de publieke opinie. Zowel met zijn Schotse afkomst als met zijn banden met de koningin-moeder werden bespot, onder meer door  satirisch journalist John Wilkes. Zijn populariteit daalde nog meer na het invoeren van een cidertaks in 1763. Door de oorlogskosten was Groot-Brittannië verplicht om de uitgaven te verminderen en de inkomsten te vermeerderen, maar met de nieuwe taks werd gevreesd dat dit zou leiden tot meer armoede bij de bevolking.
Door zijn toenemende impopulariteit nam hij in april 1763 uiteindelijk ontslag als eerste minister, wat George III tegen zijn zin aanvaardde. De koning bleef Bute consulteren over belangrijke zaken, hoewel de invloed van Bute niet zo groot was als zijn critici lieten blijken. Voortaan werden alle problemen tussen regering en koning gewijd aan de "geheime invloed" van Bute. Constitutionele vraagstukken over de macht van de koning domineerden het 60-jarige koningschap van George III en dit leidde tot heftige debatten. Nadat Pitt de Oudere in 1766 premier werd, bekoelde de relatie tussen Bute en koning George III echter, wat het einde van de politieke loopbaan van Bute betekende. Voortaan gebruikte zijn grote welvaart als sponsor van literaire en wetenschappelijke bezigheden. In maart 1792 overleed hij in Londen; hij werd begraven op zijn landgoed in Rothesay.